# ルイ・フイヤード
ルイ・フイヤード（Louis Feuillade、1873年2月19日 - 1925年2月26日）は、フランスの映画監督、脚本家である。サイレント映画の『ファントマ』5部作などを手がけた。

## 経歴
1873年2月19日、リュネルに生まれる。カソリックの神学校で学んだ。その後、約4年間の兵役に就いたのち、記者の職を経て、映画業界に進出。『ファントマ』や『レ・ヴァンピール 吸血ギャング団』など、数百本の作品を監督した。その撮影技術は1950年代後半のヌーヴェル・ヴァーグの監督たちに影響を与えたといわれている。1925年2月26日、ニースにて死去。52歳没。

## フィルモグラフィー

### 映画
- ファントマ Fantômas （1913年 - 1914年）
- レ・ヴァンピール 吸血ギャング団 Les Vampires （1915年 - 1916年）

## 関連文献
- Callahan, Vicki (2005). Zones of Anxiety: Movement, Musidora, and the Crime Serials of Louis Feuillade. Wayne State University Press. ISBN 978-0814328552